# Gandul
Gandul är en kravellbyggd segelyacht byggd i furu enligt den så kallade kubregeln 1895.  
Båten ritades av Axel Nygren och byggdes av August Plym vid Stockholms Båtbyggeri AB på Liljeholmen. 
Gandul byggdes som lottbåt åt Kungliga Svenska Segelsällskapet.  Ursprungligen var båten gaffelriggad men sedan 1930-talet har den bermudarigg med försegel och storsegel. 
Hemmavattnen för Gandul har gått från Stockholm, via Tällberg och Norge för att sedan 2022 vara i Göteborg för total restaurering. 
Gandul är en representant för de tidiga exklusiva segelbåtar som byggdes i en tid då fritidsbåten var förbehållen samhällets övre skikt. 
Gandul har k-märkts eftersom den är kulturhistoriskt värdefull. 